# Генерал Йосиф В. Гурко (улица в София)
„Генерал Йосиф В. Гурко“ е централна улица в София. Носи името на руския военачалник Йосиф Гурко.
Простира се в същинския център на София от пресечката си с ул. „Княз Александър Батенберг“ след която започва да се нарича ул. „Алабин“ на запад, а на изток достига до пресечката си с бул. „Евлоги и Христо Георгиеви“ на която се намира Националният стадион „Васил Левски“.
На улицата се разположени някои от значимите сгради на София като Централна поща, Софийската градска художествена галерия, Столичният куклен театър, Телефонната палата и новопостроения пет-звезден Гранд хотел София. На кръстовището на ул. „Гурко“ и бул. „Васил Левски“ се намира Министерството на физическото възпитание и спорта.
В близост до кръстовището на „Гурко“ и „Раковска“ се намират НАТФИЗ и Народният театър.
- Снимки от улица „Гурко“
- Столичният куклен театър
- Паметната плочата на ген. Гурко на стената на Телефонната палата